# Elías Sayegh
Elías Sayegh Franco (Caracas, Venezuela, 26 de septiembre de 1986) es un político, abogado, administrador de empresas y empresario venezolano. Fue alcalde del Municipio El Hatillo en el Estado Miranda en dos periodos. Sayegh fue dirigente de Fuerza Vecinal y miembro de Primero Justicia. Es fundador de la organización política Cambio en Paz desde finales de 2023, una escisión de FV.

## Biografía
Sayegh es descendiente de inmigrantes libaneses que se asentaron en Venezuela durante el siglo XX. Es el mayor de cuatro hijos. Criado en una familia católica, dos de los hermanos de Sayegh son diáconos de la congregación religiosa Legionarios de Cristo. Sayegh se definía en redes sociales como «misionero cristiano». Ingresa a Primero Justicia en 2005, a la edad de 19 años. Es abogado egresado en 2008 de la Universidad Metropolitana, ubicada en Caracas, con distinción cum laude. En la misma casa de estudios obtuvo una especialización en Administración y dirección de empresas.
En 2007 fundó el semanario El Municipal, del cual se desempeñó como director, dirigido especialmente al seguimiento de la gestión local, así como las denuncias, en El Hatillo y municipios cercanos.

### Carrera temprana
Sayegh inició en la política siendo dirigente de Primero Justicia. Es coordinador de la fundación «Hatillanos por el Progreso», dedicada al trabajo social en el municipio. Durante las elecciones presidenciales de 2012, fue coordinador social del comando del candidato Henrique Capriles. En ese mismo año, Sayegh se dedicó principalmente al activismo político dentro del municipio El Hatillo, donde reside. El 30 de enero de 2013 figuró de primer lugar en una encuesta llevada a cabo por la firma Datanálisis para definir de entre diversos dirigentes locales quién sería el candidato de Primero Justicia a la alcaldía de El Hatillo. En el municipio no hubo candidatura unitaria debido a que el candidato ganador de las primarias de la Unidad de febrero de 2012, José Manuel Hernández de PJ, falleció poco después de vencer en los comicios internos.
Durante su campaña a la alcaldía, Sayegh afirmó que si un niño adoptado crece bajo la crianza de una pareja del mismo sexo «va a estar distorsionado de lo que es la realidad», recibiendo críticas del colectivo LGBT. En las elecciones del 8 de diciembre de 2013, Sayegh perdió al quedar de segundo lugar con 9 567 votos, el 31 %, frente a los 13 607 votos, el 44 %, del ganador David Smolansky, de Voluntad Popular. Tras perder la elección de alcalde, Sayegh llegó al cargo de coordinador municipal de Primero Justicia El Hatillo. Continuó haciendo política a nivel municipal desde su partido, y trabajó en la campaña para las elecciones parlamentarias de 2015.

### Alcalde de El Hatillo
En octubre de 2017, Sayegh afirmó que estaba considerando postularse a alcalde de El Hatillo por segunda vez, sin el apoyo de Primero Justicia, partido que decidió no participar en las elecciones municipales. Días después, el 5 de noviembre, anunció su salida de PJ para postularse como independiente a la alcaldía. Contó con el apoyo de los partidos Por Amor al Pueblo e Independientes por el Progreso, ambos de carácter regional. En dichos comicios, Sayegh venció logrando 10 447 votos, el 52 %. Fue juramentado el 17 de diciembre de 2017 ante la controversial Asamblea Nacional Constituyente. En abril de 2019 informó que el crimen en El Hatillo había disminuido un 30 % gracias a la acción de los entes de seguridad municipal. Durante la pandemia de COVID-19 en el año 2020, Sayegh afirmó que 40 000 contagiados habían sido atendidos por Salud El Hatillo.
Luego de que la jefa del gobierno del Distrito Capital, Jacqueline Faría, anunciara sus intenciones de proponer a la Asamblea Nacional la anexión de los municipios El Hatillo, Baruta, Chacao y Los Salias —gobernados por alcaldes opositores— a la entidad capitalina, Sayegh rechazó la propuesta calificándolo de «írrito e inconstitucional», haciendo un llamado al gobierno nacional a restaurar el extinto Distrito Metropolitano de Caracas, en el que se elija de nuevo al alcalde metropolitano y los respectivos miembros del cabildo. En junio de 2021 participó en la fundación del partido Fuerza Vecinal, junto a alcaldes del resto del estado y el país. Fue ese mismo partido quien dio el respaldo a Sayegh para su reelección en las elecciones del 21 de noviembre de 2021. Sayegh consiguió la reelección, al hacerse con el 71 % de los votos, lo que equivalen a 12 205, representando el porcentaje más alto jamás obtenido por un candidato a alcalde de El Hatillo desde la fundación del municipio.  Formó parte de Fuerza Vecinal, pero renunció en diciembre de 2023 al partido manifestado diferencias profundas tanto de forma como de fondo. El 24 de abril de 2024 fue inhabilitado por la Contraloría para ejercer cargos públicos hasta 2039, en el contexto de las elecciones presidenciales.